# Villiers-le-Pré
Villiers-le-Pré  là một xã thuộc tỉnh Manche trong vùng Normandie tây bắc nước Pháp. Xã này nằm ở khu vực có độ cao trung bình 60 mét trên mực nước biển.